# Lunania dodecandra
Lunania dodecandra är en videväxtart som beskrevs av John Wright och August Heinrich Rudolf Grisebach. Lunania dodecandra ingår i släktet Lunania och familjen videväxter. Inga underarter finns listade i Catalogue of Life.